# 志の田うどん

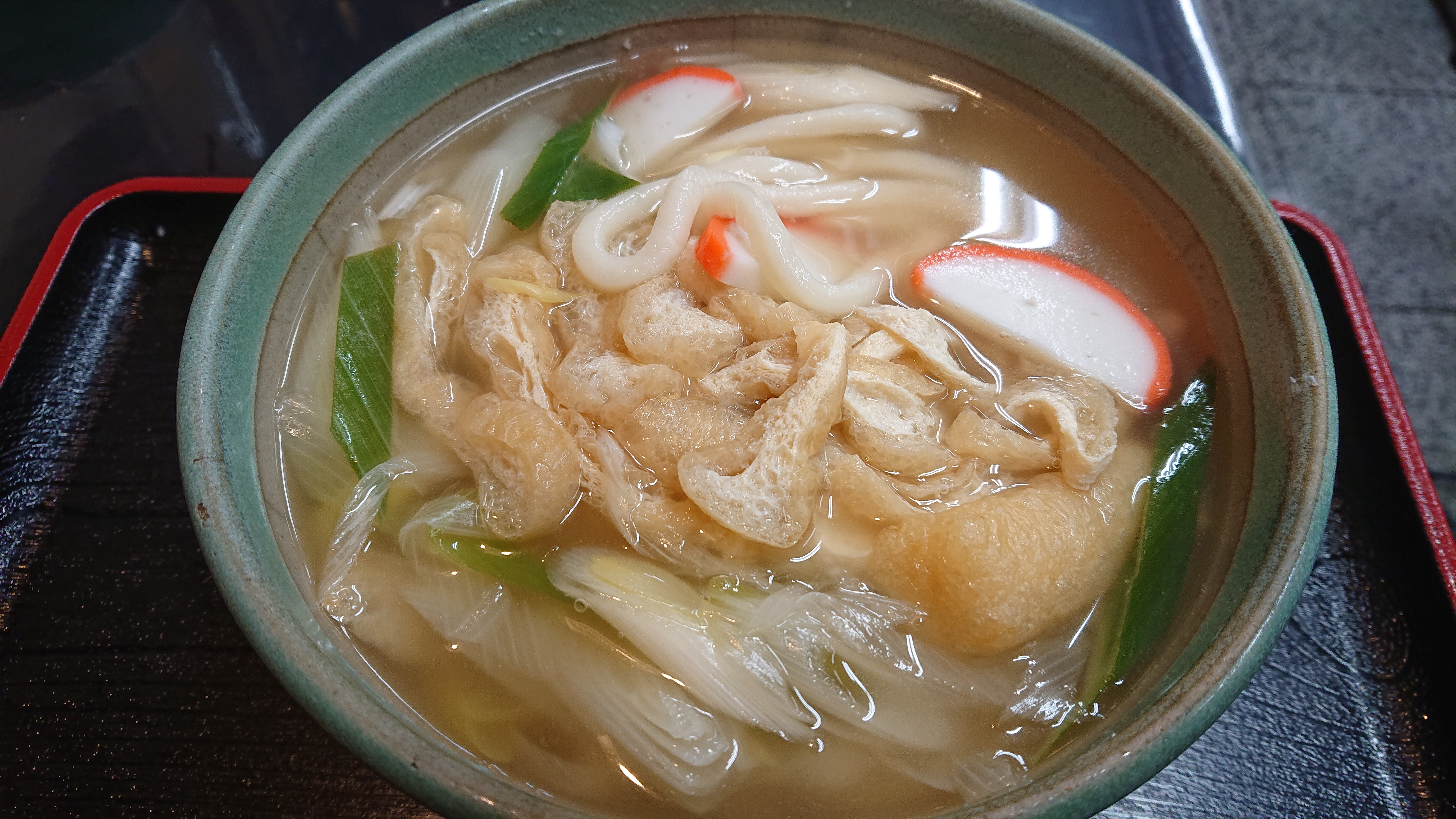
志の田うどん

志の田うどん（しのだうどん）は、愛知県名古屋市周辺で食べられているうどん。

## 概要
志の田とは、白醤油をベースとしたつゆを張り、刻んだ油揚げと青ネギを散らしてかまぼこを添えた、うどんまたはきしめんである。
名称は大阪府和泉市の信太森葛葉稲荷神社に伝わる葛の葉伝説に由来するもので、「しのだ」は油揚げの別名であり、信太、信田、志乃田などと表記される。
刻んだ油揚げ、かまぼこ、ネギを具材とする。きつねうどんと似ているが、油揚げには味付けがされていない。
これらの具材は味噌煮込みうどんと同じである。
名古屋における麺は塩分濃度が高く、独特の硬さがあることが特徴である。
一般的なきつねうどんやきしめんとは異なり、さっぱりとした白醤油を使っている。濃厚な味が多い名古屋めしの中では比較的あっさりしており、すまし汁にも喩えられる。

## 提供する料理店

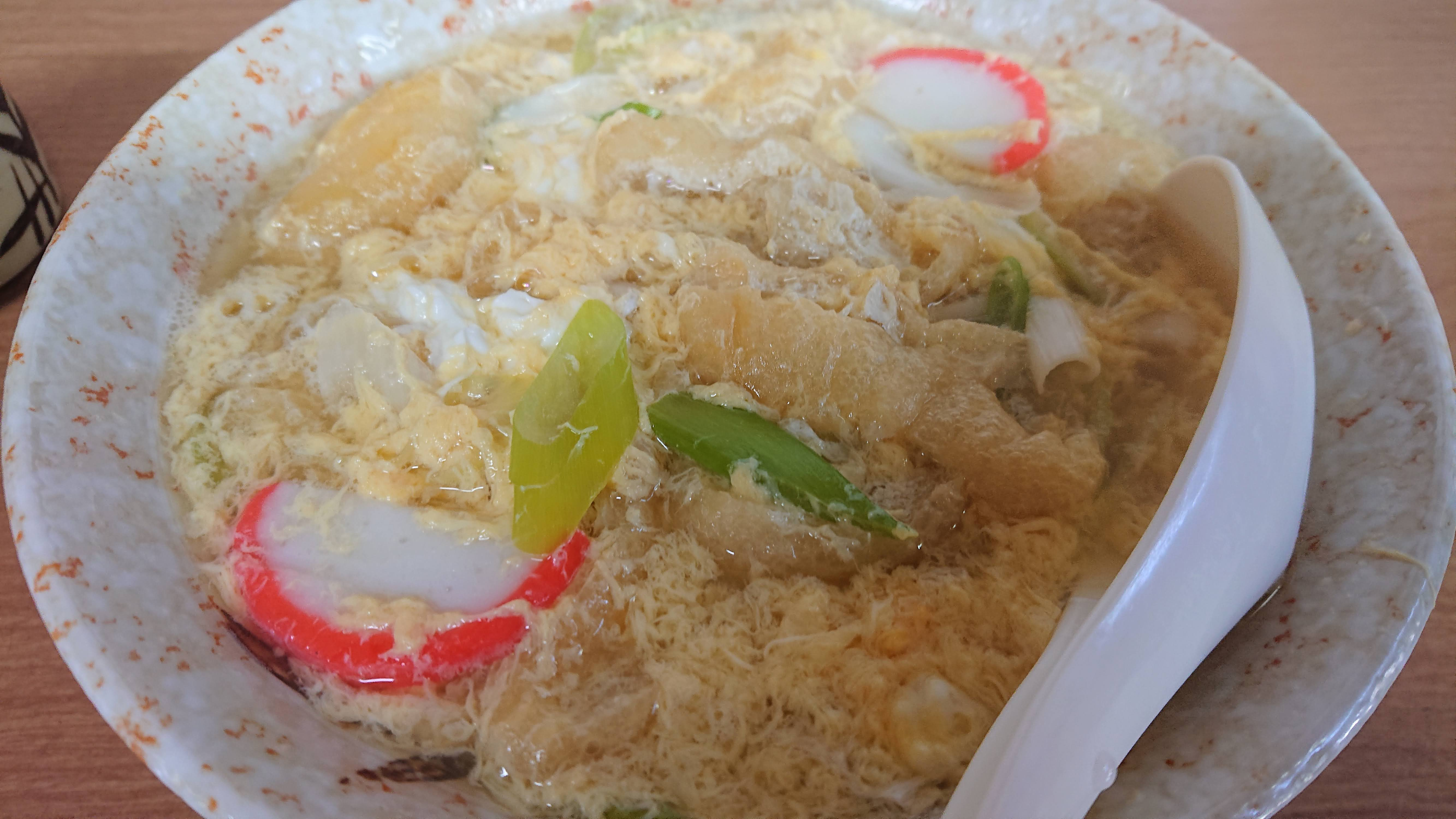
山田屋の「たまごとじ志の田うどん」

古くから名古屋のうどん屋で定番のメニューとされるが、新しい店ではメニューに無いところも多い。
名古屋市以外のうどん屋でも定番のメニューとされ、岐阜県のうどん屋でも提供している店は多いとされる。
名古屋市東区東外堀町の「山田屋」は、昭和5年（1930年）創業であり、志の田うどんや志の田きしめんを提供している。創業当初の店舗は名古屋城が焼失した際の飛び火で焼け、現在の店舗は、昭和25年（1950年）の建築である。
名古屋市中区栄の「かめ壽本店」では、遠方から来た客が物珍しさで注文することも多いという。

## 評価
名古屋市出身の小説家である清水義範は、志の田うどんを「油揚げとネギを煮込んだスープにひたった、名古屋風なコシのないうどん」と表現している。またその著書で、「全世界のうどんの中で一番好きなうどん」としている。